# اردیبهشت یشت
اردیبهشت یشت یا (اَرتَه وَهیشتَه و همچنین اَشَه وَهیشتَه) که امروزه آنرا را به همین گونه اردیبهشت نام دوم ماه از فصل بهار تلفظ میکنیم، نام یشت سوم در اوستا است که به ستایش اشه ‌وهیشته یا همان اردیبهشت می‌پردازد که یکی از شش اَمِشاسْپَند می‌باشد. این امشاسپند را نگهبان گیاهان و مرغزاران دانسته اند. ارته وهیشته در لغت به معنای بهترین اشا میباشد. (ارته = اشا یا راستی، وهیشته = بهترین) که از نوزده بخش تشکیل شده و در نسخ موجود برخی جاها افتادگی دارد.

## نمونه‌ای از اردیبهشت یشت

### بخش سوم
من اردیبهشت را همی‌خوانم.
هنگامی‌که من اردیبهشت را بخوانم، ‌آرامگاه نیک دیگر امشاسپندان نیز - که مزدا آن را با اندیشه نیک نگاه‌داری می‌کند؛ که مزدا آن را با گفتار نیک نگاه‌داری می‌کند؛ که مزدا آن را با کردار نیک نگاه‌داری می‌کند - گشوده شود.
آن آرامگاه نیک در گـَرزمان اهوره است.

### بخش ششم
کسی از پزشکان به یاری «اشه» درمان کند. کسی از پزشکان به یاری دانش درمان کند. کسی از پزشکان با کارد درمان کند.
کسی از پزشکان با گیاهان درمان کند. کسی از پزشکان با منثره درمان کند.
درمان‌بخش‌ترین پزشکان کسی است که با منثرهی ورجاوند درمان کند.
آن که بیماری‌های اندرونه اشون مرد را درمان کند، درمان‌بخش‌ترین پزشکان است.

## منبع
- پایگاه پژوهشی آریابوم اردیبهشت یشت (فارسی).بازدید در ۱۹ ژوئن ۲۰۱۱